# Nguyễn Phúc Tốn Tùy

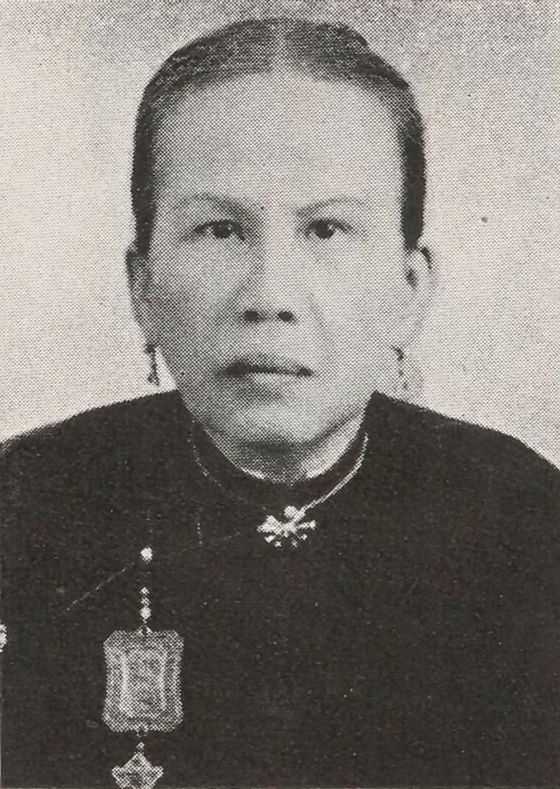
Chân dung Bà Chúa Nhất

Nguyễn Phúc Tốn Tùy (còn có âm đọc là Tôn Thụy) (chữ Hán: 阮福巽隨; 1872 – 1964), thường được gọi là Bà Chúa Nhất, phong hiệu Mỹ Lương Công chúa (美良公主), là một công chúa con vua Dục Đức nhà Nguyễn trong lịch sử Việt Nam.

## Tiểu sử
Hoàng nữ Tốn Tùy sinh năm Tự Đức thứ 25 (1872), là trưởng nữ của vua Dục Đức, không rõ mẹ là ai. Bà là chị của vua Thành Thái. Khi vua Dục Đức bị phế và giam lỏng, các con của ông phải theo mẹ về quê. Đến khi vua Thành Thái lên ngôi mới cho đón mẹ là bà Phan Thị Điều và các anh chị em vào cung.
Năm Thành Thái thứ 9 (1897), vua phong cho bà Tốn Tùy làm Mỹ Lương Trưởng công chúa (美良長公主). Công chúa đã lập ra và huấn luyện đội ca vũ tuồng cung đình Huế ngay trong phủ của mình, và cho trình diễn trong hoàng cung từ cuối triều Thành Thái, qua các triều Duy Tân, Khải Định, và Bảo Đại.

Bà Mỹ Lương cũng là một trong những người sáng lập chính của hội Lạc Thiện, một hội lập ra để cứu tế, giúp đỡ các cô nhi lão phụ và các nạn nhân thiên tai ở Bắc và Trung Kỳ.

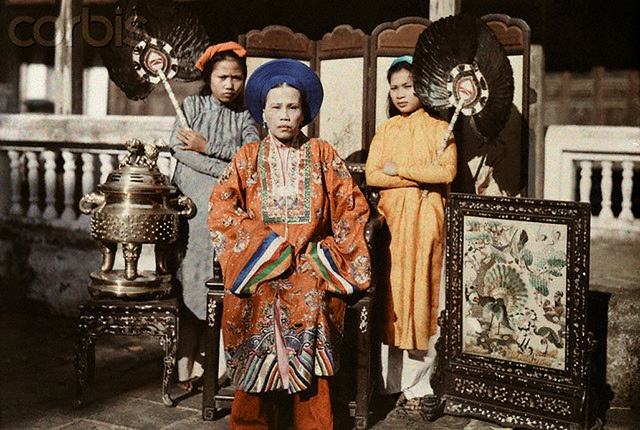
Bà Chúa Nhất, mặc áo Nhật Bình màu cam đỏ, cùng hai nữ hầu (ảnh chụp năm 1930).

Công chúa Mỹ Lương có hai đời chồng. Người chồng thứ nhất không rõ tên, có với bà Mỹ Lương một người con gái. Người con gái này lấy ông Thượng thư Nguyễn Hy (là con trai của Phụ chính đại thần Diên Lộc Quận công Nguyễn Thân), sinh ra nữ ca sĩ Minh Trang (khuê danh là Ngọc Trâm) nổi tiếng vào thập niên 1950. Ca sĩ Minh Trang lấy Công tôn Ưng Quả (cháu nội của Tuy Lý vương Miên Trinh), thầy của Thái tử Bảo Long, sinh được người con gái tên là Đoan Trang. Người con gái này cũng theo nghề ca hát như mẹ, chính là nữ ca sĩ Quỳnh Giao nổi tiếng ở Sài Gòn vào những năm 1960 - 1970.
Người chồng thứ hai của công chúa Mỹ Lương là ông Thượng thư Nguyễn Kế. Ông Nguyễn Kế lại là anh của Nguyễn Hy, và đều là con trai của Nguyễn Thân, tức là bà Mỹ Lương đã tái giá với anh của con rể mình làm chồng. Phò mã Nguyễn Kế và công chúa Mỹ Lương sinh được một người con gái tên là Nguyễn Thị Cẩm Hà, thường được gọi với cái tên bình dân là Mệ Bông. Nghệ sĩ Nguyễn Minh Trang là cháu ngoại của Mệ Bông.